# Октябрьский (район имени Полины Осипенко)
Октя́брьский — посёлок в районе имени Полины Осипенко Хабаровского края. Населения не имеет, но продолжает числиться в базах ОКАТО.

## История
На ноябрьском (2008 г.) заседании комитета по государственному строительству, местному самоуправлению и межрегиональным связям рассмотрен и рекомендован к принятию в первом чтении проект краевого закона «Об упразднении сельского поселения „Поселок Октябрьский“ в составе муниципального района имени Полины Осипенко». Северный посёлок обезлюдел, последние жители получат жилищные сертификаты и уедут «на материк».

## Население
| 1992 | 2002 | 2010 | 2011 | 2012 | 2021 |
| ---- | ---- | ---- | ---- | ---- | ---- |
| 360  | ↘170 | ↘0   | →0   | →0   | →0   |